# Erythrocera crassinervis
Erythrocera crassinervis är en tvåvingeart som beskrevs av Louis-Paul Mesnil 1963. Erythrocera crassinervis ingår i släktet Erythrocera och familjen parasitflugor. Inga underarter finns listade i Catalogue of Life.